# Medalla por una Vida Salvada
La Medalla por una Vida Salvada (en bielorruso: Медаль «За выратаванае жыццё») es una condecoración estatal de la República de Bielorrusia. La medalla fue establecida por la Ley de la República de Bielorrusia N.º 256-З del 28 de abril de 2015. La descripción de la medalla fue establecida por el Decreto del presidente de la República de Bielorrusia N.º 184 del 25 de mayo de 2017. Se otorga a cualquier ciudadano de Bielorrusia por el rescate de personas durante cualquier tipo de situación de emergencia con riesgo para la vida propia.

## Criterios de concesión
La Medalla por una Vida Salvada se otorga a los ciudadanos por salvar la vida de personas en casos como ahogamientos, desastres naturales, incendios, accidentes, catástrofes y otras emergencias de alto riesgo.
La insignia de la medalla se lleva en el lado izquierdo del pecho y, en presencia de otras órdenes y medallas de la República de Bielorrusia, se coloca justo después de la insignia de la Medalla al Valor.

## Descripción
Es una medalla de tombac con un baño de plata con forma circular de 33 mm de diámetro y con un borde elevado por ambos lados.
En el anverso de la medalla, enmarcada por una corona de laurel y hojas de roble, hay una imagen en relieve de un bombero con un niño en brazos, en el lado derecho de la medalla en un semicírculo en dos líneas, se puede observar la inscripción «ЗА ВЫРАТАВАНАЕ ЖЫЦЦЁ» (POR UNA VIDA SALVADA). El reverso de la medalla tiene la superficie lisa y en el centro está grabado el número de serie de la medalla.
La medalla está conectada con un ojal y un anillo a un bloque pentagonal cubierto con una cinta muaré de seda azul de 24 milímetros de ancho. En el medio de la cinta hay una franja amarilla longitudinal de 1 milímetros de ancho, a la izquierda y a la derecha: dos franjas verdes y rojas de 1 milímetros de ancho y una franja blanca de 3,5 milímetros de ancho.